# 김정우 (1968년)
김정우(金政祐, 1968년 6월 18일~)는 대한민국의 정치인이다. 2016년 제20대 총선에서 군포시에서 당선, 국회의원을 지냈으며, 제36대 조달청장이다. 강원도 철원군 출신이다.

## 학력
- 1974~1980 신철원국민학교 졸업
- 1980~1983 신철원중학교 졸업
- 1983~1986 신철원종합고등학교 졸업
- 1988~1992 서울대학교 사회과학대학 국제경제학과 경제학 학사
- 1992~2007 서울대학교 행정대학원 행정학 석사
- 1998~2002 한국방송통신대학교 법학 학사
- 2007~2011 영국 브리스톨 대학교 대학원 정책학 박사

## 경력
- 1996 제40회 행정고등고시 합격
- 정보통신부 및 기획예산처 사무관
- 2006 기획예산처 공공혁신본부 서기관
- 2011 기획재정부 경제정책국 서기관
- 2011~2012 국무총리실 국정운영실 국정과제관리과장
- 2014~2015 기획재정부 국고국 계약제도과장
- 2015.03~2016.05 세종대학교 사회과학대학 행정학과 교수
- 2016년 4월 13일: 대한민국 제20대 국회의원 선거 당선(경기 군포시 갑, 더불어민주당, 초선)
- 2016.05~2020.05 더불어민주당 경기도당 군포시 갑 지역위원회 위원장
- 2016.05~2017.05 더불어민주당 정책위원회 부의장
- 2017.04~2017.05 제19대 대통령 선거 문재인 대통령 후보 대선경선캠프 더문캠 정책본부 부본부장, 비상경제대책단 부단장
- 2017.04~2017.05 제19대 대통령 선거 더불어민주당 문재인 대통령 후보 중앙선거대책위원회 정책본부 부본부장
- 2017.04~2017.05 제19대 대통령 선거 더불어민주당 문재인 대통령 후보 중앙선거대책위원회 종합상황본부 단장
- 2017.05~2017.07 더불어민주당 교육연수원 수석부원장
- 2017.05~2017.07 국정기획자문위원회 경제2분과 위원
- 2017.07~2018.08 더불어민주당 추미애 당대표 비서실장
- 2020.01~2020.03 제21대 국회의원 선거 경기 군포시 더불어민주당 국회의원 예비후보
- 2020.01~2020.04 더불어민주당 총선공약기획단 부단장
- 서울대학교 행정대학원 객원교수
- 2020.11~2022.05: 제36대 조달청장
- 2022.10~: 민주연구원 부원장
- 2023.07~: 재단법인 김대중재단 군포시지회장
- 2023.07~: 민족화해협력범국민협의회 제13기 공동의장
- 2023.08~: 더불어민주당 조세재정개혁특별위원회 위원
- 2023.12~2024.03: 제22대 국회의원 선거 경기 군포시 더불어민주당 국회의원 예비후보
- 2025.07~: 대통령비서실 국정상황실장

### 의정 활동
- 2016.05~2020.05: 제20대 대한민국 국회의원(경기 군포시 갑, 더불어민주당, 초선)
  - 2016.06~2017.07: 제20대 국회 전반기 안전행정위원회 위원
  - 2017.07~2018.05: 제20대 국회 전반기 기획재정위원회 위원
  - 2017.12~2018.05: 제20대 국회 4차 산업혁명 특별위원회 위원
  - 2018.07~2020.05: 제20대 국회 후반기 여성가족위원회 위원
  - 2018.07~2020.05: 제20대 국회 후반기 기획재정위원회 간사
  - 2018.08~2020.05: 제20대 국회 후반기 기획재정위원회 조세소위원회 위원장

## 역대 선거 결과
| 실시년도 | 선거   | 대수 | 직책     | 선거구         | 정당         | 득표수    | 득표율          | 순위 | 당락 | 비고 |
| -------- | ------ | ---- | -------- | -------------- | ------------ | --------- | --------------- | ---- | ---- | ---- |
| 2016년   | 총선   | 20대 | 국회의원 | 경기 군포시 갑 | 더불어민주당 | 25,687 표 | \| \| 38.51% \| | 1위  |      | 초선 |
|          | 38.51% |      |          |                |              |           |                 |      |      |      |

## 같이 보기
- 군포시 갑
- 군포시의 국회의원
- 대한민국의 조달청장